# Filip Chytil
Filip Chytil (né le 5 septembre 1999 à Kroměříž en République tchèque) est un joueur professionnel tchèque de hockey sur glace. Il évolue à la position de centre.

## Biographie
Chytil commence sa carrière professionnelle en 2016-2017 avec le HC Zlín dans l'Extraliga. Il inscrit 4 buts et 4 aides pour un total de 8 points en 38 matchs. Il se classe au 2e rang de la ligue au chapitre des matchs joués, des buts, des aides et des points parmi tous les joueurs de moins de 18 ans.
Éligible au repêchage d'entrée dans la LNH 2017, il est sélectionné au 1er tour, 21e choix au total, par les Rangers de New York. Le 15 juillet 2017, il signe son contrat d'entrée de trois ans avec les Rangers.
En septembre 2017, il prend part au camp d'entraînement des Rangers où il connaît des performances impressionnantes. Il est d'ailleurs nommé la recrue du camp par les journalistes de New York. Il parvient même à se tailler un poste avec le grand club et commence la saison 2017-2018 dans la LNH. Il pivote un trio aux côtés de Rick Nash et de Mats Zuccarello.

## Statistiques

### En club
| Saison     | Équipe                | Ligue         |     | Saison régulière | Saison régulière | Saison régulière | Saison régulière | Saison régulière |   | Séries éliminatoires | Séries éliminatoires | Séries éliminatoires | Séries éliminatoires | Séries éliminatoires |
| Saison     | Équipe                | Ligue         | PJ  | B                | A                | Pts              | Pun              | PJ               | B | A                    | Pts                  | Pun                  |                      |                      |
| 2016-2017  | HC Zlín U20           | Extraliga -20 | 2   | 0                | 0                | 0                | 0                | 1                | 0 | 0                    | 0                    | 0                    |                      |                      |
| 2016-2017  | HC Zlín               | Extraliga     | 38  | 4                | 4                | 8                | 16               | -                | - | -                    | -                    | -                    |                      |                      |
| 2017-2018  | Rangers de New York   | LNH           | 9   | 1                | 2                | 3                | 4                | -                | - | -                    | -                    | -                    |                      |                      |
| 2017-2018  | Wolf Pack de Hartford | LAH           | 46  | 11               | 20               | 31               | 6                | -                | - | -                    | -                    | -                    |                      |                      |
| 2018-2019  | Rangers de New York   | LNH           | 75  | 11               | 12               | 23               | 8                | -                | - | -                    | -                    | -                    |                      |                      |
| 2019-2020  | Wolf Pack de Hartford | LAH           | 9   | 3                | 6                | 9                | 2                | -                | - | -                    | -                    | -                    |                      |                      |
| 2019-2020  | Rangers de New York   | LNH           | 60  | 14               | 9                | 23               | 10               | 3                | 0 | 0                    | 0                    | 2                    |                      |                      |
| 2020-2021  | Rangers de New York   | LNH           | 42  | 8                | 14               | 22               | 10               | -                | - | -                    | -                    | -                    |                      |                      |
| 2021-2022  | Rangers de New York   | LNH           | 67  | 8                | 14               | 22               | 14               | 20               | 7 | 2                    | 9                    | 4                    |                      |                      |
| 2022-2023  | Rangers de New York   | LNH           | 74  | 22               | 23               | 45               | 30               | 7                | 1 | 3                    | 4                    | 0                    |                      |                      |
| 2023-2024  | Rangers de New York   | LNH           | 10  | 0                | 6                | 6                | 4                | 6                | 0 | 0                    | 0                    | 2                    |                      |                      |
| Totaux LNH | Totaux LNH            | Totaux LNH    | 337 | 64               | 80               | 144              | 80               | 36               | 8 | 5                    | 13                   | 8                    |                      |                      |

### En équipe nationale
| Année | Équipe       | Compétition                  |   | PJ | B | A | Pts | Pun | +/-           |  | Résultat |
| 2015  | Tchéquie U17 | Défi mondial -17 ans         | 5 | 0  | 1 | 1 | 0   |     | 7e place      |  |          |
| 2016  | Tchéquie U18 | Mémorial Ivan Hlinka         | 4 | 2  | 1 | 3 | 0   | +1  | Médaille d'or |  |          |
| 2017  | Tchéquie U18 | Championnat du monde -18 ans | 5 | 2  | 3 | 5 | 2   | -1  | 7e place      |  |          |
| 2018  | Tchéquie U20 | Championnat du monde junior  | 7 | 2  | 2 | 4 | 0   | 0   | 4e place      |  |          |
| 2018  | Tchéquie     | Championnat du monde         | 7 | 1  | 1 | 2 | 2   | -3  | 7e place      |  |          |
| 2019  | Tchéquie     | Championnat du monde         | 5 | 1  | 1 | 2 | 2   | +4  | 4e place      |  |          |
| 2021  | Tchéquie     | Championnat du monde         | 8 | 2  | 2 | 4 | 2   | +1  | 7e place      |  |          |